# Aconitum iranshahrii
Aconitum iranshahrii là một loài thực vật có hoa trong họ Mao lương. Loài này được Riedl mô tả khoa học đầu tiên năm 1978.